# Coupe du Maroc de football 1992-1993
 (avril 2024).
Si vous disposez d'ouvrages ou d'articles de référence ou si vous connaissez des sites web de qualité traitant du thème abordé ici, merci de compléter l'article en donnant les références utiles à sa vérifiabilité et en les liant à la section « Notes et références ».
Navigation
Édition précédente Édition suivante
La saison 1992-1993 de la Coupe du Trône est la trente-septième édition de la compétition. 
Le Kawkab de Marrakech remporte la coupe au détriment du Maghreb de Fès sur le score de 1-0 au cours d'une finale jouée dans le Complexe Sportif Moulay Abdallah à Rabat. Le Kawkab de Marrakech remporte ainsi cette compétition pour la sixième fois de son histoire. 

## Déroulement

### Huitièmes de finale
| Équipe 1                | Équipe 2                  | Résultat |
| Kawkab de Marrakech     | Najm Riadi Marrakech      | 3 - 2    |
| Raja de Beni Mellal     | Maghreb de Fès            | 0 - 1    |
| Difaâ d'El Jadida       | Union de Sidi Kacem       | 1 - 0    |
| Olympique de Casablanca | Raja Club Athletic        | 0 - 1    |
| Raja d'Agadir           | IR Tanger                 | 2 - 0    |
| USP Police              | Ittihad Fès               | 1 - 0    |
| Wydad Athletic Club     | Fath Union Sport de Rabat | 3 - 1    |
| Olympique de Khouribga  | FAR de Rabat              | 1 - 0    |

### Quarts de finale
| Équipe 1            | Équipe 2               | Résultat |
| Kawkab de Marrakech | Difaâ d'El Jadida      | 2 - 0    |
| Wydad Athletic Club | Raja Club Athletic     | 1 - 2    |
| USP Police          | Olympique de Khouribga | 0 - 2    |
| IR Tanger           | Maghreb de Fès         | 0 - 1    |

### Demi-finales
| Équipe 1            | Équipe 2               | Résultat            |
| Kawkab de Marrakech | Raja Club Athletic     | 3 - 1               |
| Maghreb de Fès      | Olympique de Khouribga | 2 - 2 4 - 2 (t.a.b) |

### Finale  1992- 1993
La finale oppose les vainqueurs des demi-finales, le Kawkab de Marrakech face au Maghreb de Fès, le dimanche 3 avril 1994 au Complexe Sportif Moulay Abdallah à Rabat.
| Coupe du Trône : Finale saison 1992- 1993 | Kawkab de Marrakech | 1 - 0 | Maghreb de Fès | Complexe Sportif Moulay Abdallah, Rabat |                              |
| jouée le Dimanche 3 avril 1994            | Ghizouani 82e       |       |                | Arbitrage : Miloud Bouchikhi            | Arbitrage : Miloud Bouchikhi |
| jouée le Dimanche 3 avril 1994            |                     |       |                | Arbitrage : Miloud Bouchikhi            | Arbitrage : Miloud Bouchikhi |